# Artem Wasyłenko
Artem Wołodymyrowycz Wasyłenko (ukr. Артем Володимирович Василенко, ur. 8 grudnia 1989) – ukraiński judoka. Olimpijczyk z Londynu 2012, gdzie zajął 32. miejsce w wadze półśredniej.
Siódmy na mistrzostwach świata w 2011; uczestnik zawodów w 2009 i 2010. Startował w Pucharze Świata w latach 2009–2011, 2014 i 2015. Wicemistrz świata juniorów w 2008 roku.

## Letnie Igrzyska Olimpijskie 2012
| Konkurencja | Eliminacje             | Klas. końcowa |
| Konkurencja | Przeciwnik I           | Miejsce       |
| ----------- | ---------------------- | ------------- |
| 81 kg       | Isłam Bozbajew (KAZ) P | 32.           |